# Colmar
Colmar (alsacià Colmer) és un municipi francès, capital del departament de l'Alt Rin a la regió del Gran Est. L'any 2006 tenia 67.163 habitants. Limita al nord amb Houssen, al nord-oest amb Ingersheim i Turckheim, al nord-est amb Jebsheim, a l'oest amb Wintzenheim, a l'est amb Horbourg-Wihr, al sud-oest amb Wettolsheim i al sud amb Sainte-Croix-en-Plaine. Forma part de la Comunitat d'Aglomeració de Colmar.

## Demografia
| 1962   | 1968   | 1975   | 1982   | 1990   | 1999   | 2006   |
| ------ | ------ | ------ | ------ | ------ | ------ | ------ |
| 52.316 | 59.506 | 64.771 | 62.483 | 63.498 | 65.118 | 65.713 |

## Administració
| Període   | Identitat     | Partit    |
| --------- | ------------- | --------- |
| 1977-1995 | Edmond Gerrer | UDF – CDS |
| 1995-     | Gilbert Meyer | UMP       |

## Personatges il·lustres
- Ernst Stadler, poeta expressionista en alemany.
- Jacques Preiss, activista profrancès.
- Jean-Jacques Waltz, dit Hansi, il·lustrador i dibuixant
- Frédéric Auguste Bartholdi, escultor
- Jean-François Reubell, president de l'Assemblea Nacional el 1791.
- Martin Schongauer, pintor
- Georges-Charles de Heeckeren d'Anthès, polític francès, famós per haver acabat amb la vida d'Aleksandr Puixkin en un duel.
- Marie Bigot (1786-1820), pianista i compositora.

## Galeria d'imatges

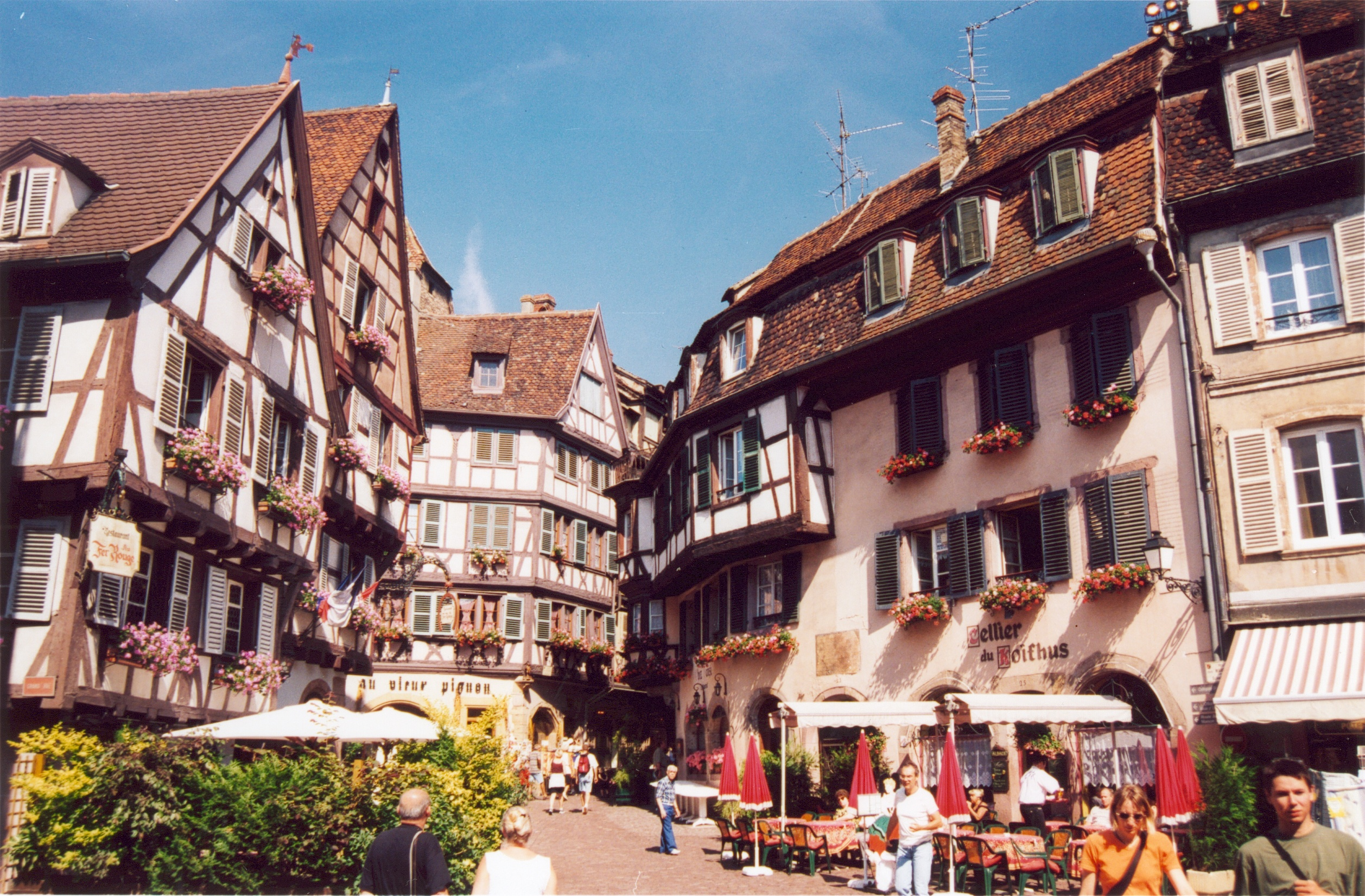
Rue des Marchands
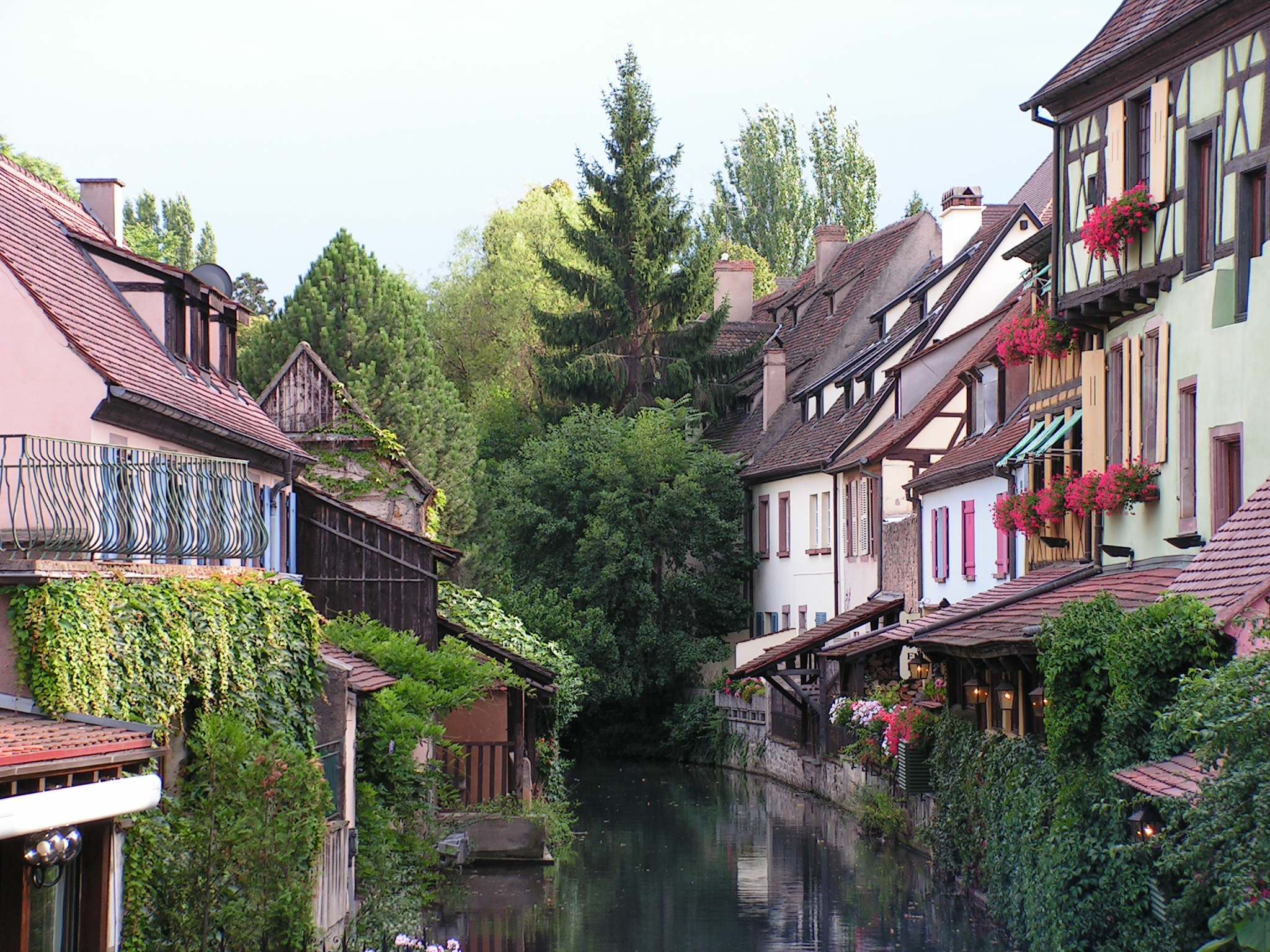
Barri de la Petite-Venise
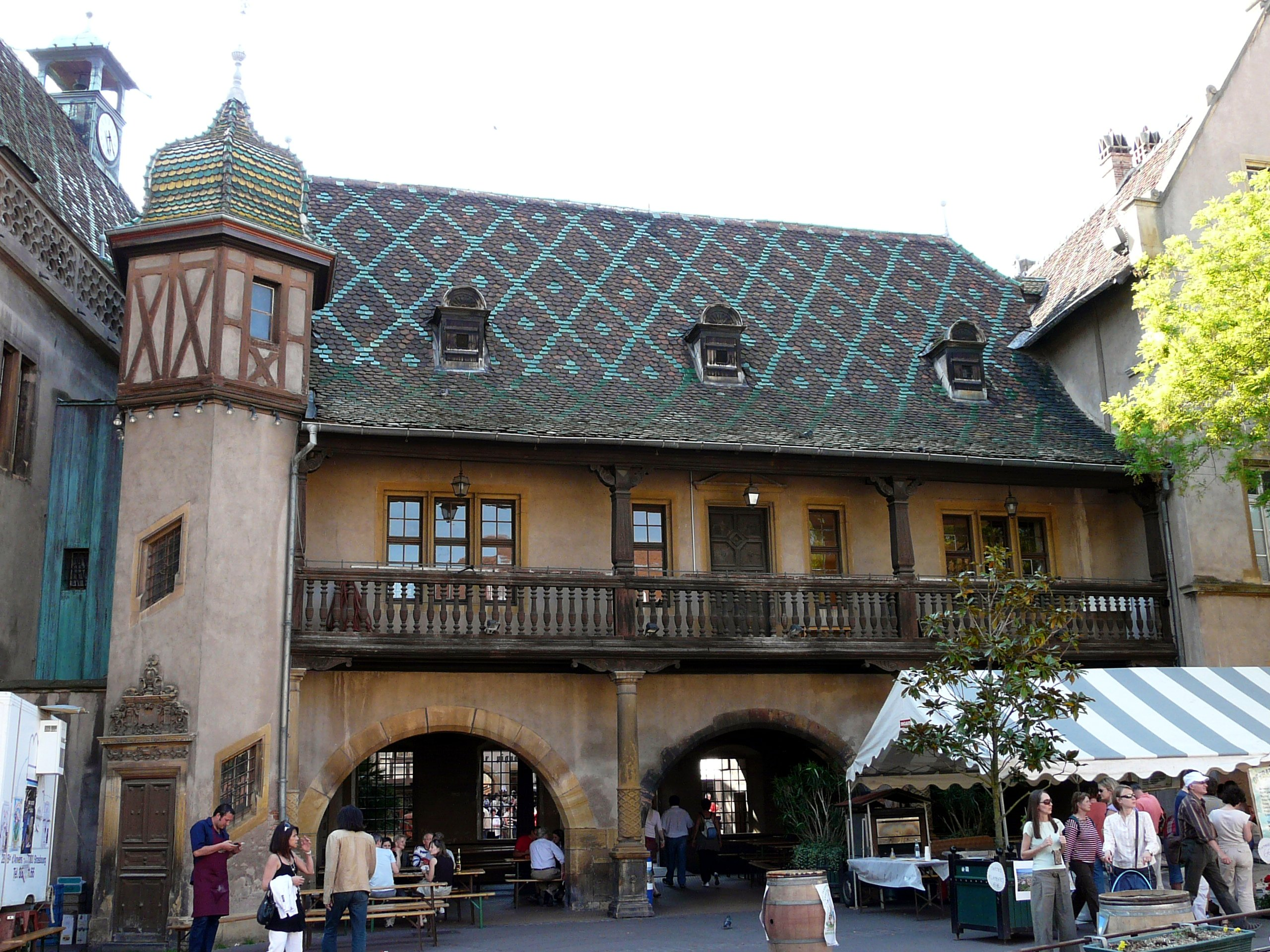
Antiga Duana de Colmar
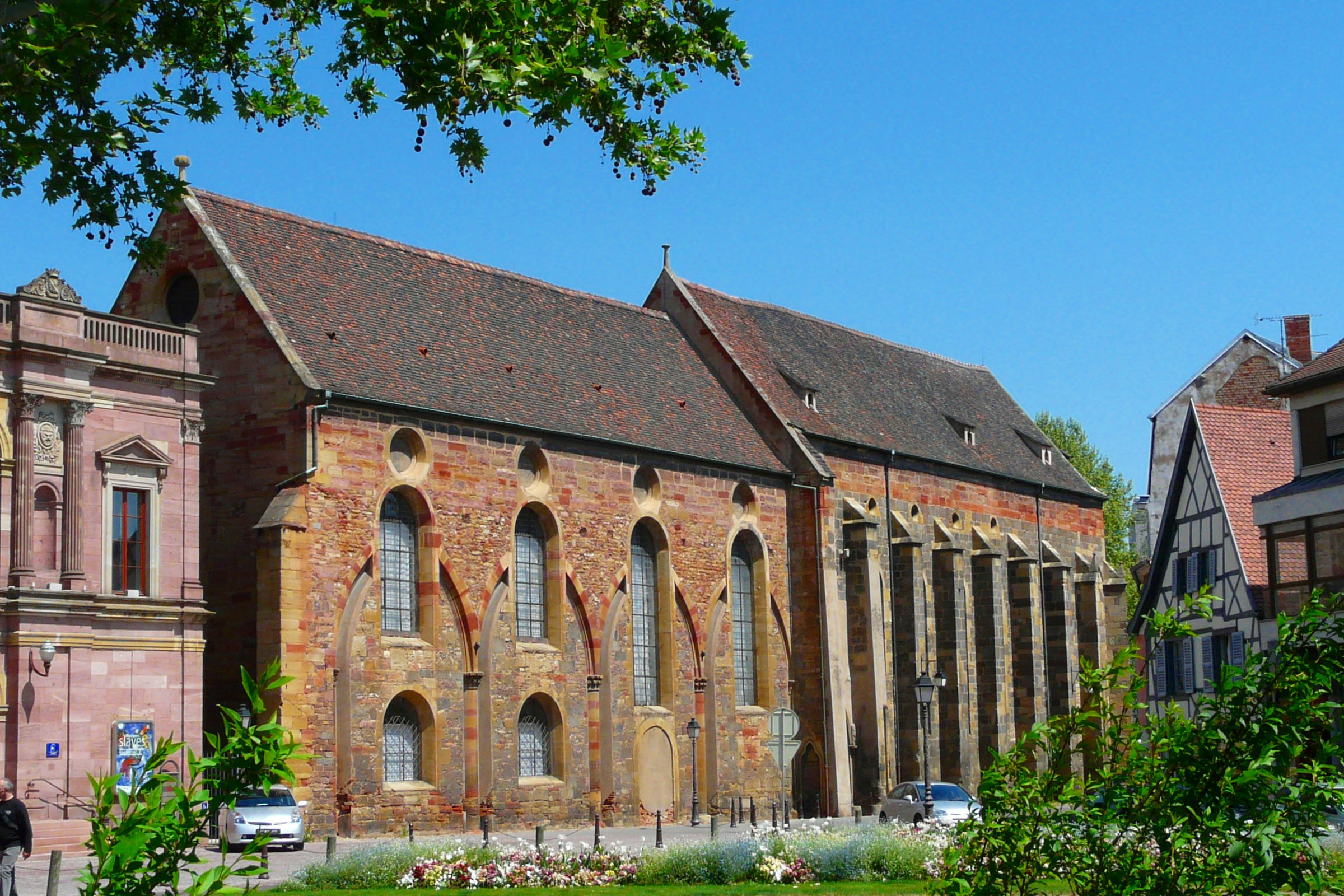
Museu d'Unterlinden